# Chrząstowice (powiat olkuski)
Chrząstowice – wieś w Polsce położona w województwie małopolskim, w powiecie olkuskim, w gminie Wolbrom, przy drodze wojewódzkiej nr 783.
Wieś położona w końcu XVI wieku w powiecie proszowskim województwa krakowskiego była własnością klasztoru norbertanek na Zwierzyńcu w Krakowie. W latach 1975–1998 miejscowość należała administracyjnie do województwa katowickiego. Znajduje się tutaj wapiennik zbudowany pod koniec II wojny światowej i bunkry poniemieckie.